# Pískovna Čeperka
Pískovna Čeperka se nachází asi 1,7 km východně od obce Staré Ždánice a přístupná je po cestě odbočující severním směrem na úrovni Ždánického Dvora z komunikace vedoucí ze Starých Ždánic k silnici číslo 37. Písek je v roce 2018 těžen korečkovým rypadlem zpod hladiny vody a pásovými dopravníky je následně přepravován ke třídicí a prací lince.
V bezprostředním okolí pískovny se nalézají další již vytěžené písníky využívané v současnosti pro rekreaci - Mácháč, Jezero u Stéblové, Oplatil II.

## Galerie

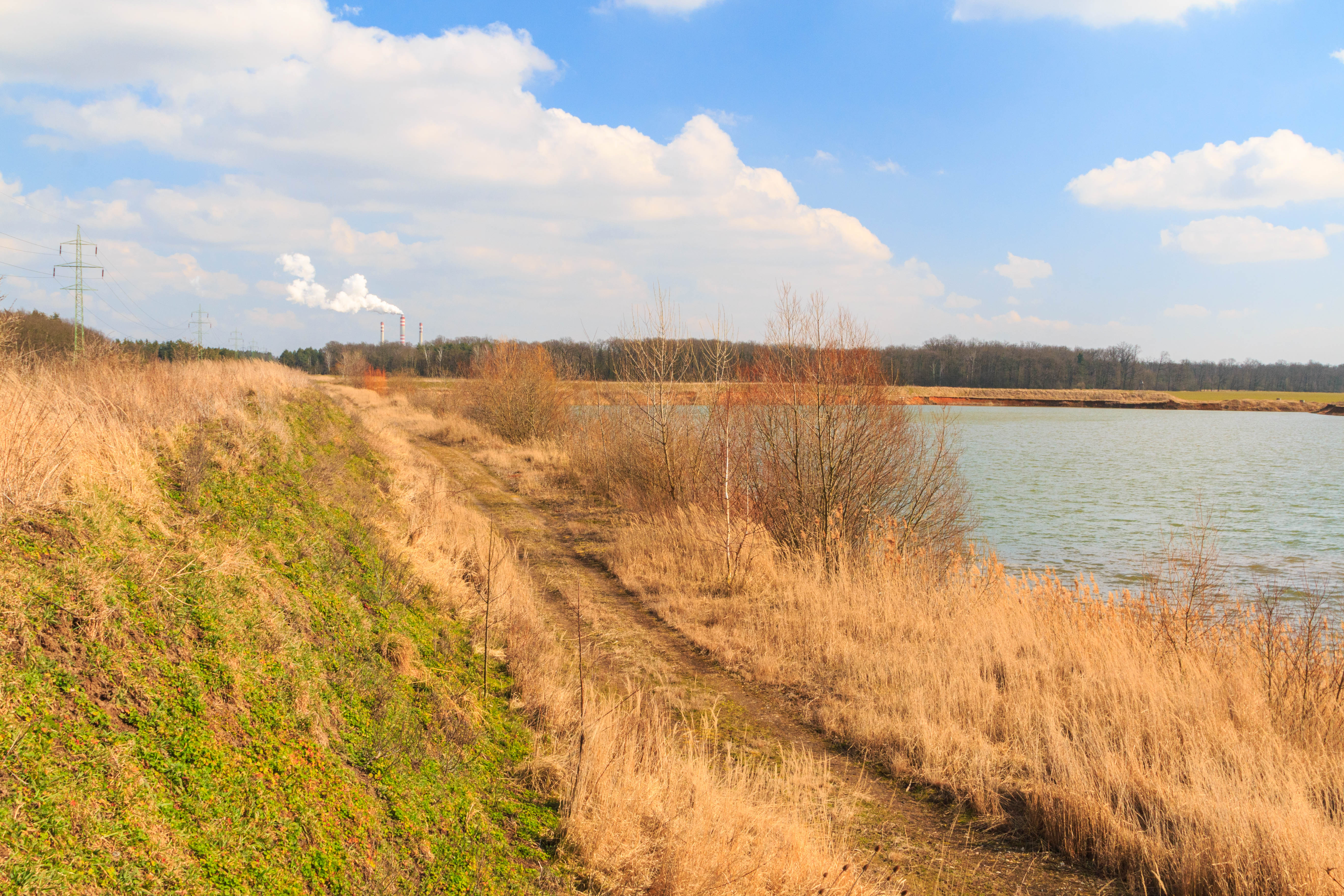
Pískovna Čeperka
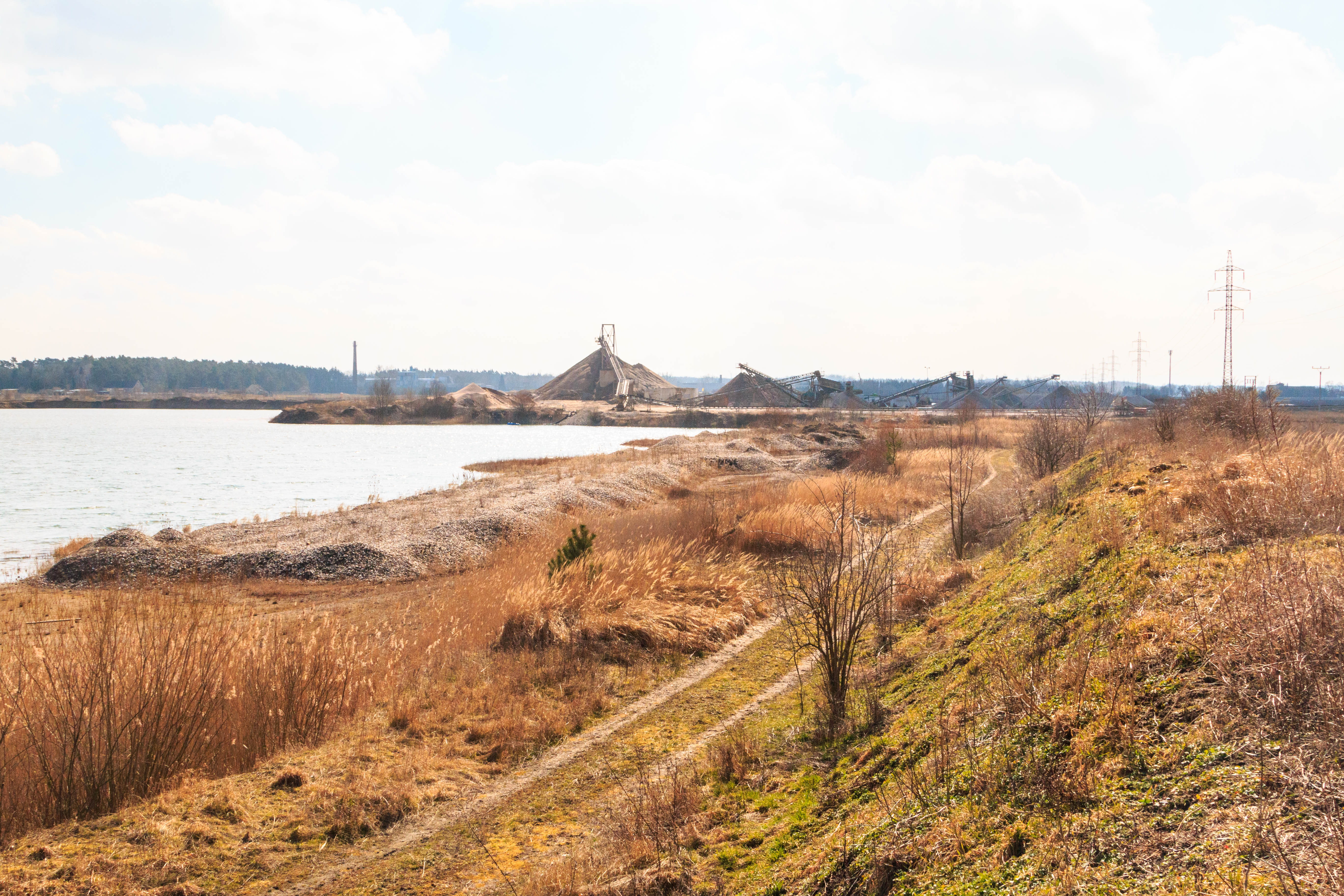
Pískovna Čeperka
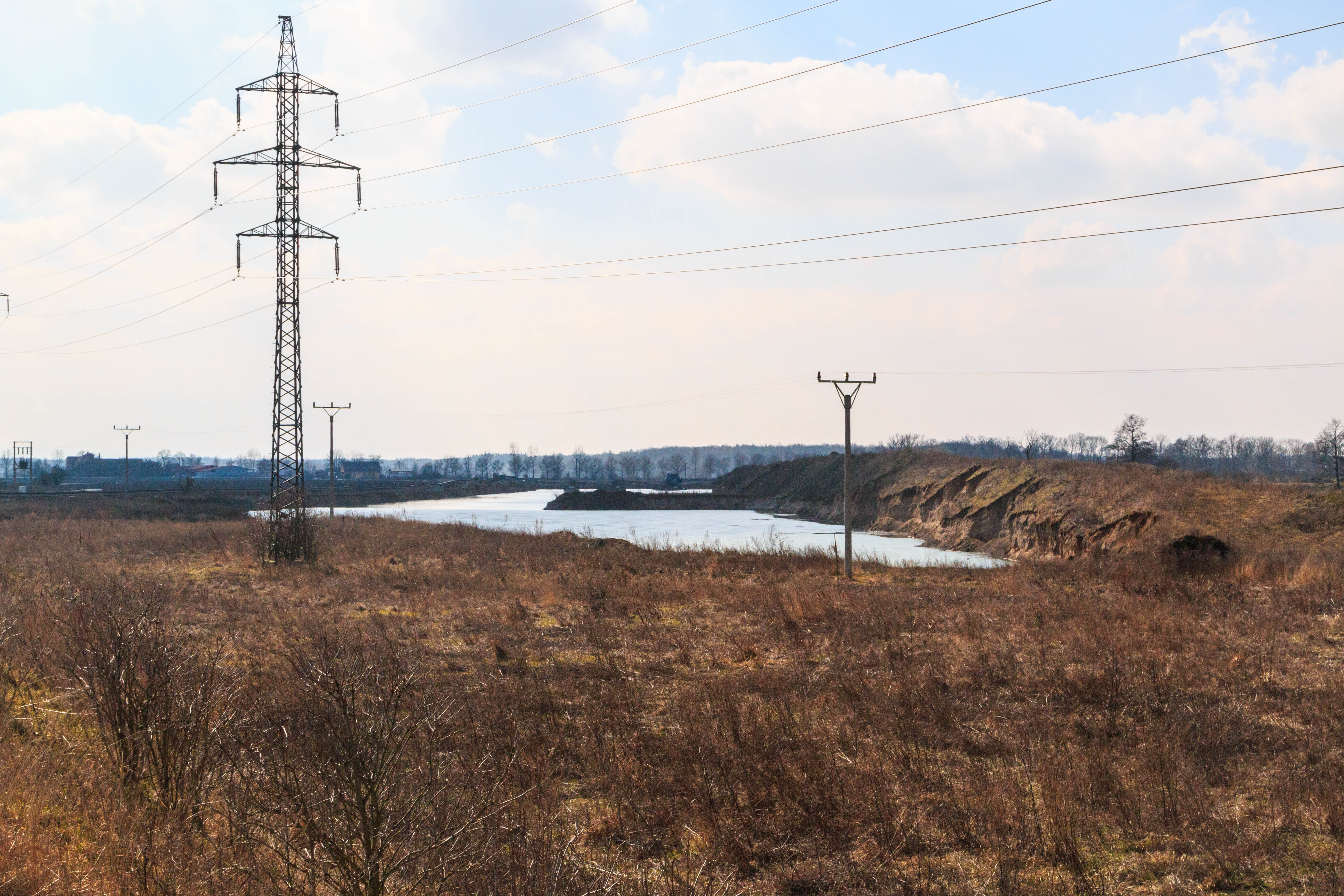
Pískovna Čeperka